# Muurschildering Heesterveld
De Muurschildering Heesterveld, bijnaam Vissenmuur, is een muurschildering op een bijna blinde gevel van laagbouwflat Heesterveld, Amsterdam-Zuidoost.
De muurschildering dateert uit 2012 toen het blok net van de sloop was gered, maar er grijs en grauw uitzag. In het kader van Reflexo on Urban Art (RUA) werd aan de Braziliaanse schilder Dalata gevraagd een metershoge muurschildering te plaatsen. De schildering wordt beschouwd als zowel figuratief als abstract, alles in een surrealistische stijl. Dalata kwam met een aantal vissenkoppen, waarvan één met sensueel getuite lippen. Echter in de linker hoek beneden bevindt zich een kattenkop.
De muurschildering maakt deel uit van een wandelroute langs kunst in de openbare ruimte in Amsterdam-Zuidoost, opgezet door Centrum Beeldende Kunst (CBK-Zuidoost). 